# Strukturna formula
Strukturna formula kemijske spojine je grafični prikaz zgradbe molekule, iz katere je razvidna razporeditev atomov in kemijskih vezi. Najpogosteje se uporabljajo racionalna, strukturna in skeletna formula. Poleg teh formul se uporabljajo tudi drugi načini zapisa kemijske strukture, na primer SMILES (Simplified Molecular Input Line Entry  Specification)  InChI (International Chemical Identifier) in CML (Chemical Markup Language). 
Strukturne formule imajo v primerjavi z molekulskimi formulami več prednosti. Ena od njih je preglednost zapisa kemijske reakcije: iz strukturne formule je razviden potek reakcije in vse spremembe, ki so med reakcijo nastale. Druga prednost je prikaz različnih izomernih oblik neke spojine, ki iz njene molekulske formule niso razvidne 

### Racionalna formula
V prvih publikacijah s področja organske kemije je bila uporaba grafike zelo omejena, zato se je razvil zapis, ki je bil lahko vključen v ostali tekst. Takšen zapis je primeren samo za enostavne spojine, ker že pri malo bolj zapletenih aromatskih spojinah popolnoma odpove. Etanol bi z racionalno formulo zapisali kot
CH3-CH2-OH ali CH3CH2OH

## Trodimenzionalne formule
Trodimenzionalne razporeditve atomov v kiralnih molekulah se lahko prikažejo na več načinov. 

### Fischerjeva projekcija
Fischerjeva projekcija se uporablja predvsem za prikaz monosaharidov, uporabna pa je tudi za prikaz aminokislin in drugih organskih spojin. Vezi so prikazane kot vertikalne ali horizontalne črte. Veriga ogljikovih atomov je običajno zapisana pokončno, z ogljikovim atomom C1 na vrhu.  Ogljikovi atomi so v stičiščih oziroma presečiščih vezi in niso zapisani eksplicitno.  Vse horizontalne vezi so projicirane proti gledalcu, vertikalne vezi pa od gledalca. Fischerjeva projekcija glukoze izgleda takole:

### Newmanova projekcija
Newmanova in Sawhorseova projekcija se uporabljata za prostorski prikaz zgradbe molekule na dveh sosednjih ogljikovih atomih.

### Haworthova projekcija
Haworthova projekcija se uporablja predvsem za prikaz cikličnih sladkorjev in njihovih polimerov:

## Skeletna formula
Skeletne formule so ustaljen sistem simbolov za prikazovanje bolj kompleksnih organskih molekul. Ogljikovi atomi (C) so na vsakem vrhu (pregibu) in na vsakem koncu segmentov skeleta in niso posebej označeni. Enojna vez je prikazana z enojno črto, dvojna in trojna vez pa z dvema oziroma tremi vzporednimi črtami. Ostale razpoložljive ogljikove vezi (razlika do štiri) so zapolnjene z vodikovimi atomi, ki tudi niso posebej označeni. Vodikovi atomi na atomih, ki niso ogljikovi atomi, morajo biti napisani eksplicitno (na primer –OH ali –NH2). Etanol bi s skeletno formulo zapisali kot
Kiralnost v skeletnih formulah je nakazana z Nattovo projekcijsko metodo: vezi, ki ležijo nad projekcijsko ravnino, so označene s polno črto, vezi pod projekcijsko ravnino pa s prekinjeno črto. 